# Pantanal (telenovela)
Pantanal es una telenovela brasileña escrita por Benedito Ruy Barbosa y dirigida por Jayme Monjardim, Carlos Magalhães, Marcelo de Barreto y Roberto Naar, producida por Rede Manchete, y exhibida originalmente desde el 27 de marzo al 10 de diciembre de 1990, la última siendo por SBT.
Está protagonizada por Cláudio Marzo, Marcos Winter,  Marcos Palmeira, Cristiana Oliveira y Jussara Freire, con la actuación antagónica del primer actor Antônio Petrin como el villano principal y la actuación estelar de Rômulo Arantes, Paulo Gorgulho y las primeras actrices Nathália Timberg y Cássia Kis.
En 2016, la revista Veja eligió Pantanal como la cuarta mejor telenovela de la televisión brasileña, por detrás de Roque Santeiro (1985-86), en tercera posición, y de Vale Tudo (1988-89) y Avenida Brasil (2012), empatadas en el primer puesto.

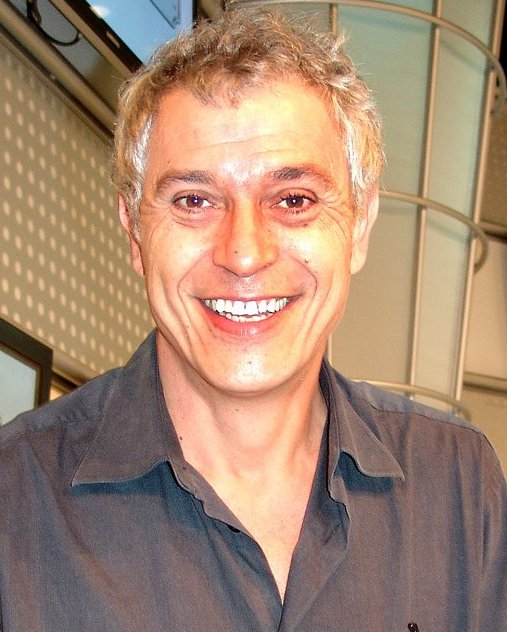
Paulo Gorgulho interpretó los papeles de José Leoncio joven y José Lucas Nada

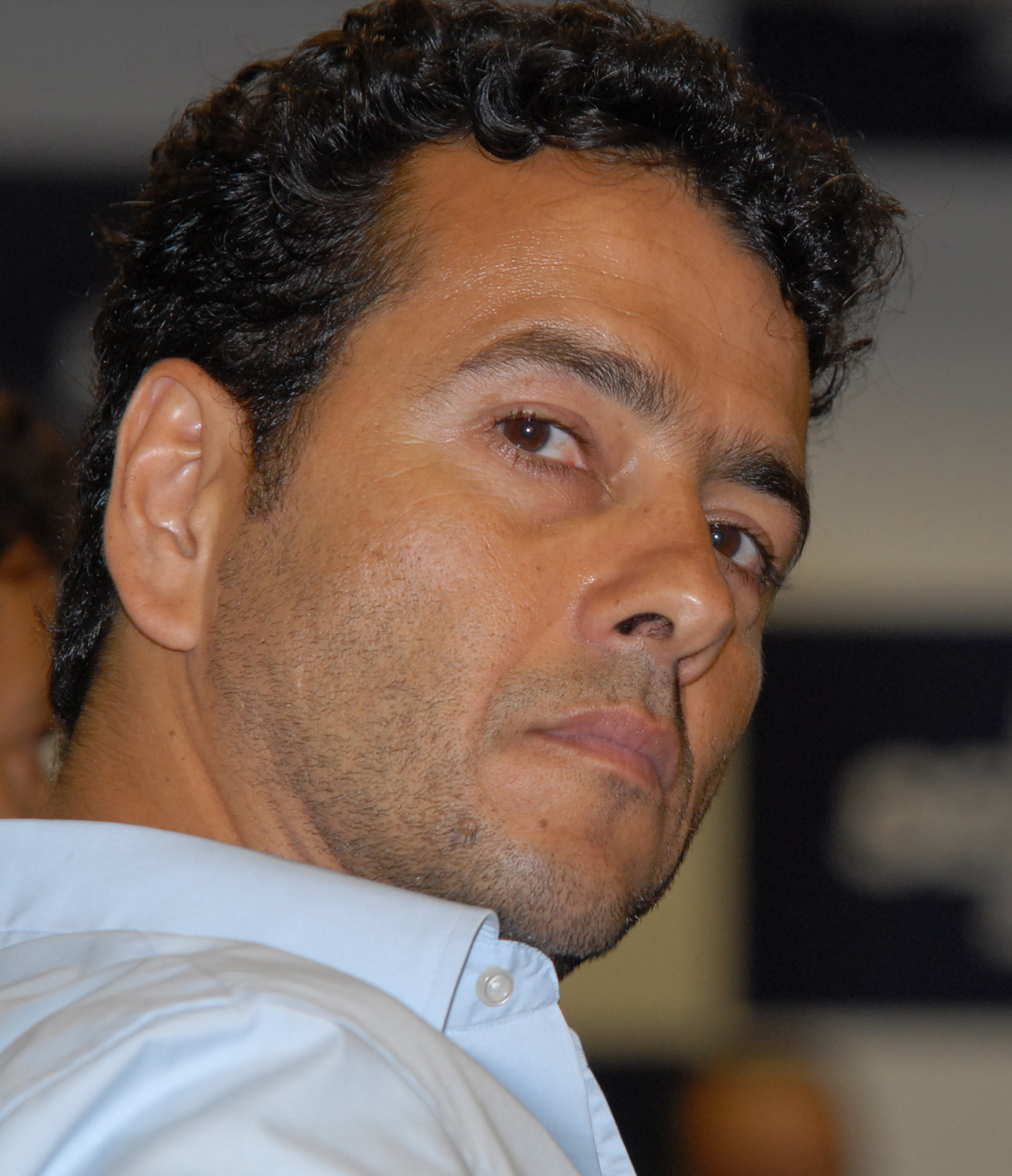
Marcos Palmeira interpretó el papel de Tadeo

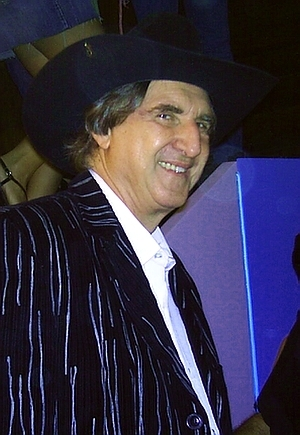
Sergio Reis interpretó el papel de Tiberio

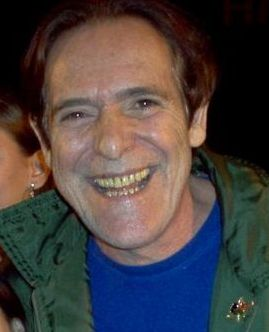
José de Abreu interpretó el papel de Gustavo

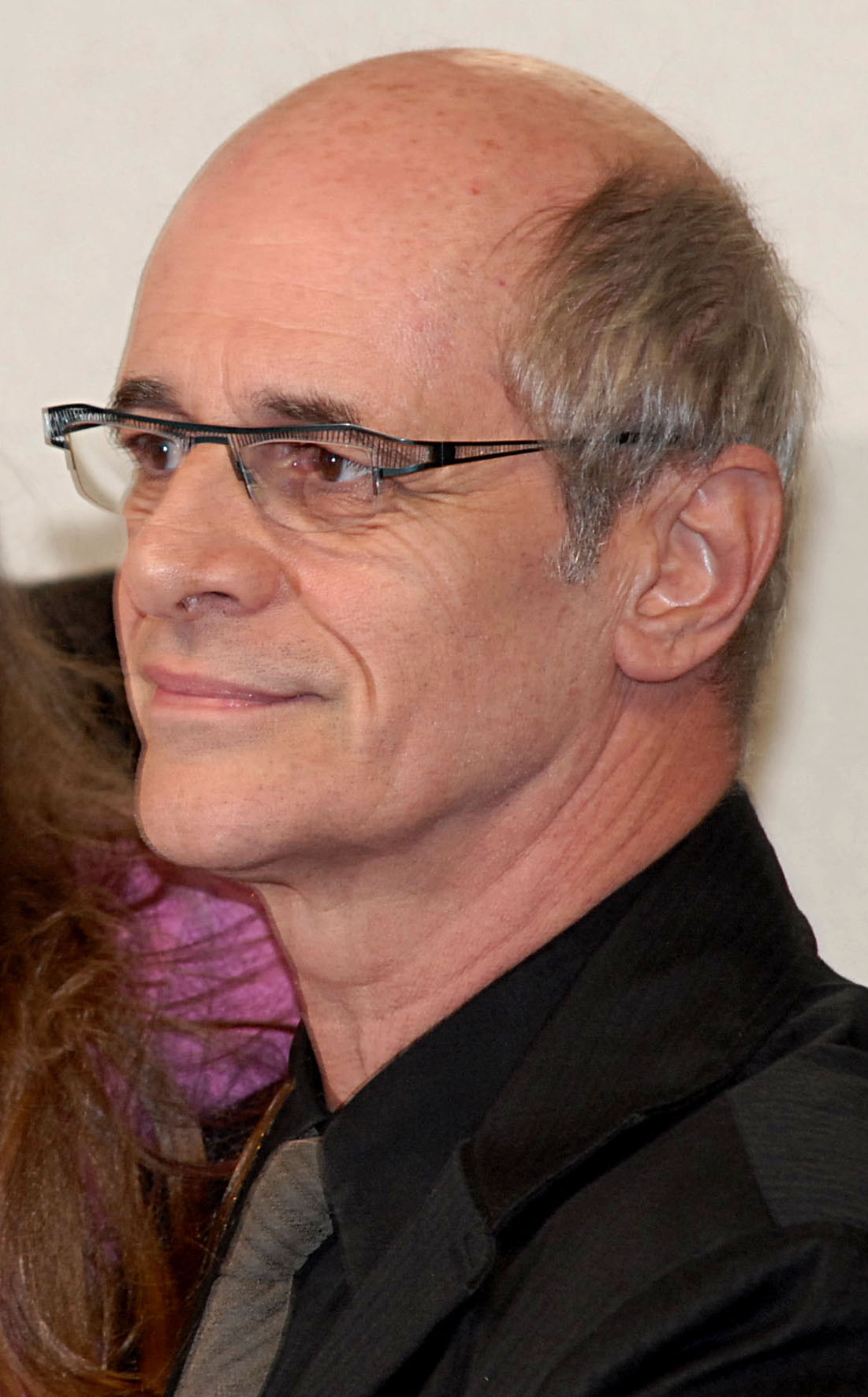
Marcos Caruso interpretó el papel de Tiao

## Trama
Pantanal  cuenta la historia de José Leoncio (Paulo Gorgulho / Cláudio Marzo), un peón que llega con su padre, Juventino (Cláudio Marzo) al Pantanal, donde compran una hacienda y comienzan a criar ganado vacuno. 
José Leoncio y su padre cazaban marruás, un tipo de buey salvaje que vivía suelto en los bosques de la región, aumentando así el rebaño de su hacienda.
Un día, José Leoncio viaja con los peones en comitiva y le pide a su padre que no salga solo a cazar. Sin embargo, el viejo Juventino acaba por ir de caza y desaparece en la inmensidad del Pantanal. José Leoncio vuelve de su viaje y busca a su padre sin éxito.
Después de un tiempo, José Leoncio, siendo ya un rico hacendado, viaja a Río de Janeiro a cobrar una deuda y conoce a la frívola y mimada Madeleine (Ingra Lyberato/Ittala Nandi). La familia de Madeleine pertenece a la clase alta de Río de Janeiro; pero, su padre Antero (Sérgio Britto) es adicto al juego, lo que acaba gradualmente con el estatus de la familia y los deja al borde de la bancarrota. 
Antero acaba aceptando que José Leoncio se case con su hija, y recibe de él un buen dinero para intentar recuperar lo perdido en las deudas de juego. Entretanto, José Leoncio lleva a Madeleine al Pantanal y allí queda embarazada. 
Mujer de la gran ciudad, Madeleine no se adapta al mundo rural, a la dura vida en el Pantanal y a la rutina de su marido como peón. Durante uno de los viajes de José Leoncio en comitiva, llevando ganado para la venta, se escapa con su amigo Gustavo (José de Abreu), quien va a buscarla al Pantanal, y lleva consigo a su hijo recién nacido a la ciudad de Río de Janeiro.
José Leoncio intenta en vano recuperar al niño pero termina accediendo a dejarlo con su madre en la gran ciudad. Luego, se queda viviendo con Filó (Tânia Alves / Jussara Freire), su criada, quien ya tiene un hijo, Tadeo (Marcos Palmeira). Reconoce a Tadeo como ahijado y posteriormente como hijo.
Veinte años después, el hijo legítimo, Juventino Leoncio Novaes (Marcos Winter), Juve, decide ir al encuentro de su padre. Pero, el choque cultural es grande y los dos tienen serias dificultades para entenderse.
Sintiéndose rechazado por su padre, quien piensa que su hijo es afeminado, y ridiculizado por los peones por sus modales de chico de ciudad, Juve decide regresar a Río y se lleva consigo a Juma Marruá  (Cristiana Oliveira), una joven criada casi en estado salvaje por su madre María Marruá (Cássia Kis) hasta la muerte de ésta víctima de un asesinato por encargo en una trama paralela de venganza entre ocupantes y víctimas del tráfico de tierras, hechos que ocurren al comienzo de la telenovela en la ciudad de Sarandí, en el estado de Paraná.
Se cuenta en el Pantanal que Juma, al igual que su madre María Marruá, se convierte en jaguar cuando se siente amenazada. Después de un tiempo en Río, donde ahora Juma sufre el choque cultural, Juve regresa al Pantanal para no separarse de su amada "jaguar". Esta vez está dispuesto a adaptarse a la forma de vida local. Juve empieza a llevarse bien con su padre y con Juma y, poco a poco, va transformándose en un auténtico peón del Pantanal, sorprendiendo continuamente a todos.
La historia también tiene un lado sobrenatural, basado en el fascinante folclore de la región del Pantanal. Los personajes principales, con la excepción de José Leoncio, a menudo se encuentran con una figura conocida como el Viejo del Río o Viejo del Nidal, un anciano curandero que cuida a las personas atacadas por la víbora boca de sapo, una serpiente venenosa, o a quienes se pierden en el Pantanal. Todos comentan que el Viejo del Río es el padre de todas las anacondas, que se transforma en anaconda, siendo también la más grande de todas. 
La gente cree que el Viejo del Río es el padre de José Leoncio, el desaparecido peón Juventino, de quien su nieto, Juve, heredó el nombre. 
Además del Viejo del Río y la historia de Juma, una tercera trama sobrenatural enriquece la telenovela: la figura del misterioso peón Trinidad (Almir Sater), quien tiene pacto con el diablo, o es su encarnación.
También, está la historia de María Ruth (Andréa Richa), quien llega a las tierras del Pantanal para vengar la muerte de su padre, asesinado por el padre de Juma. Haciéndose pasar por muda y adoptando  ese apodo, poco a poco se gana la confianza de Juma y comienza a vivir con ella en la barraca de los Marruá, debatiéndose entre la venganza y la amistad que comienzan a cultivar. Muda termina conquistando el corazón del peón Tiberio (Sérgio Reis), mano derecha de José Leoncio, pero también el corazón de Levi (Rômulo Arantes), peón de mal carácter que está obsesionado con ella.
En el transcurso de la trama, José Leoncio descubre la existencia de un tercer hijo suyo, de hecho el primero de los tres: el camionero José Lucas Nada (Paulo Gorgulho), fruto de su primera experiencia sexual con la prostituta Generosa (Kátia D'Angelo) en un burdel de Goiás, donde fue llevado por su padre cuando cumplió quince años para demostrar que era macho. Su madre le dio el nombre de José Lucas Nada, por no tener padre que le diera su apellido. Tan pronto como José Leoncio lo reconoce como hijo, cambia su nombre a José Lucas Leoncio.
Finalmente, la saga de la familia Leoncio incluye la complicada relación con el hacendado vecino, Tenorio (Antônio Petrin). Casado con la sumisa María (Ângela Leal), a la que apoda peyorativamente "María Bruja" y con la que tiene una hija, la rebelde Guta (Luciene Adami) a quien le encanta desafiar las órdenes de su padre, el pasado de 'enorio como traficante de tierras lo vincula con las tragedias familiares de Juma y Muda.
Los malos modales de Tenorio y su inclinación a la venganza cobarde ponen en riesgo a la familia de José Leoncio en diversas circunstancias. 
El villano Tenorio tiene otra familia en la ciudad de São Paulo, formada por Zuleica (Rosamaria Murtinho) y sus hijos Marcelo (Tarcísio Filho), Renato (Ernesto Piccolo) y Roberto (Eduardo Cardoso). Después de descubrirlo, María Bruja empieza a desafiar a su marido y comienza una tórrida historia de amor con el peón Alcides (Ângelo Antônio), empleado de la hacienda y una de las muchas personas que quieren vengarse de Tenori.
La sensual Guta también sufre al descubrir la segunda familia de su padre. Tras involucrarse con Juve y Tadeo, se enamora de Marcelo.

## Entorno de los Personajes
- JOSÉ LEONCIO (Paulo Gorgulho / Cláudio Marzo)

Rico ganadero y hacendado del Pantanal Mato Grosso. Hombre práctico y objetivo, inteligente y con gran sentido para los negocios, además de ser un excelente peón arriero. Se casa con una chica de la gran ciudad, quien lo abandona llevándose a su hijo. 
– Su padre JUVENTINO (Cláudio Marzo) desaparece misteriosamente en medio del bosque y se presume muerto. Se sospecha que es el VIEJO DEL RÍO, hombre sabio y místico que conoce todos los misterios del Pantanal. Cuentan las leyendas del Pantanal que el Viejo del Río se convierte en anaconda.
– El hijo que no conocía: JOSÉ LUCAS DE NADA (Paulo Gorgulho). Camionero, hijo de la prostituta que inicia al joven José Leoncio en la vida sexual. Es un tipo solitario que pasa su vida en la carretera. Va al Pantanal y, sin saberlo, busca trabajo en la hacienda de su padre. El apellido De Nada es una alusión a que no tuvo un padre que le diera un apellido. José Leoncio lo reconoce como hijo y cambia su nombre a JOSÉ LUCAS LEONCIO.
– La criada FILÓ (Tânia Alves / Jussara Freire). Dedicada y leal a su patrón, conoce muy bien el pasado de la familia. Vive en la hacienda con su hijo. Ama en silencio a José Leoncio quien nunca se divorció oficialmente de su primera esposa, y sueña con ser su mujer. 
– Se sospecha que el hijo de Filó, TADEO (Marcos Palmeira), es hijo de José Leoncio. Siempre está cerca del "padrino", como él lo llama, a quien admira y venera. Alberga cierto pesar por no haber sido nunca considerado oficialmente su hijo, hasta que José Leoncio lo asume como tal.
– El administrador de la hacienda TIBERIO (Sérgio Reis), contratado para ayudarlo a controlar a los peones en sus comitivas con el ganado de la hacienda.
– TRINIDAD (Almir Sater), guitarrista simpático y justo. Con Tiberio, forma un dúo de guitarristas. Es un tipo misterioso que llegó de la nada. Dice que tiene un pacto con el "Cornudo", que asusta a la gente del campo.
– LEVI (Rômulo Arantes). Hombre fuerte y guapo, de mirada desconfiada y siempre atenta. Poco a poco va revelando un lado ambicioso y su mal carácter.
– El chalanero ORLANDO (Ivan de Almeida), que transporta personas y mercancías por los ríos del Pantanal hasta las haciendas.
– El operador de radio y piloto de avioneta ARÍ (Luiz Henrique Sant’Agostinho) quien establece contacto a través de un radioaficionado entre la hacienda y Campo Grande y los empleados de la oficina de José Leoncio en São Paulo: DAVID (Júlio Levy) y MATILDE (Gláucia Rodrigues).
- MADELEINE (Ingra Liberato / Ítala Nandi)

Mujer sofisticada de familia rica pero en quiebra que vive en Río de Janeiro. Se enamora en su juventud de José Leoncio, quien se casa con ella, salvando a su familia de la quiebra financiera. 
No puede soportar la "vida salvaje" del Pantanal y abandona a su marido y la hacienda, llevándose consigo a su hijo recién nacido. Muere en el transcurso de la trama, víctima de un accidente aéreo.
– Su hijo JUVENTINO, JUVE (Marcos Winter), de su matrimonio con José Leoncio. Joven irresponsable, holgazán, no proclive al trabajo. Recién conoce a su padre siendo ya adulto cuando, por voluntad propia y para disgusto de su madre, decide ir tras él al Pantanal. Sin embargo, al principio no se acostumbra a la vida en la hacienda. Se enamora de una pantanera y, en nombre de ese amor, decide demostrarle a su padre que puede ser un gran peón arriero.
– Sus padres: ANTERO NOVAES (Sérgio Britto), hombre despreocupado y algo irresponsable. A causa del juego, lleva a la familia al borde de la bancarrota, hasta que el matrimonio de su hija con José Leoncio los salva de la ruina financiera. Muere en la primera fase de la trama. MARIANA (Nathália Timberg), mujer sumamente práctica, lleva las riendas de la familia, ya que su esposo es adicto al juego y no se preocupa por cuestiones económicas. La familia no se queda en la miseria gracias a sus esfuerzos.
– Su hermana IRMA (Carolina Ferraz / Elaine Cristina), bonita e inteligente, pero atrapada en una pasión platónica por su cuñado José Leoncio. Después de más de veinte años, decide ir tras su amor en el Pantanal, pero termina involucrándose con Trinidad y, más tarde, con José Lucas.
– El mayordomo ZAQUEO (João Alberto Pinheiro). Le gusta servir y, también, entrometerse en los asuntos personales de la familia. Acaba yendo al Pantanal, donde sufre prejuicios por ser homosexual.
- JUMA MARRUÁ (Cristiana Oliveira)

Nacida en las aguas del Pantanal, donde su madre da a luz sola. Salvaje y apartada de todo, nunca ha salido de la tierra donde nació. No sabe leer ni escribir. Vive sola en una barraca en medio del monte. La gente del Pantanal dice que, al igual que su madre, se convierte en jaguar. Conquista el corazón de Juve y los dos viven una complicada historia de amor, marcada por las diferencias entre ellos.
– Sus padres: GIL (José Dumont), ocupante ilegal de tierras, radicado en el interior de Paraná con su esposa y su hijo primogénito. Luego del asesinato de su hijo, emigra con su mujer al Pantanal, y va a vivir en una barraca en las tierras de José Leoncio, con permiso de éste. Termina muerto en una emboscada, motivada por una venganza. 
– MARÍA MARRUÁ (Cássia Kis). Mujer fuerte, valiente, endurecida por la vida. No se conforma con la pérdida de sus hijos. Los pantaneros le dicen "marruá" por su carácter indomable como los marruás o bueyes salvajes del Pantanal. Luego de la muerte de su marido, cría sola a su hija. Cuentan las leyendas de los pantaneros que María, aún muerta, se transforma en el jaguar que rodea la barraca para proteger a su hija.
– Su hermano mayor CHICO (Enrique Diaz), pierde la vida tratando de salvar a la familia de los incendios provocados por el dueño del terreno ocupado.
– La falsa amiga MUDA (Andrea Richa) se presenta en la barraca pidiendo ayuda y se gana su amistad. Como no habla, Juma no entiende cómo apareció allí ni de dónde vino. Su padre fue asesinado por Gil Marruá y su madre le pidió que lo vengara. Muda entonces contrata a un matón que asesina a María Marruá, pero, poco a poco, se apiada de Juma y renuncia a vengarse de ella, convirtiéndose en su amiga. Cuando se descubre que no es muda, revela su nombre: MARÍA RUTH. Es el objeto del deseo de Tiberio y con el tiempo desarrolla una relación con él.
- TENORIO (Antônio Petrin)

Hacendado recién llegado a la región donde vive José Leoncio en el Pantanal. Carácter intransigente, violento, no confiable. Tiene a sus espaldas un pasado de muertes por tenencia ilegal de tierras, desde sus tiempos de traficante y estafador en Paraná. Él fue, indirectamente, responsable de la masacre que mató al hermano de Juma y al padre de Muda.
– Su mujer MARÍA a la que llama peyorativamente BRUJA (Ângela Leal), incluso delante de extraños. Sumisa y entregada al hogar. Poco a poco, ella se rebela contra su marido y gana confianza en sí misma para enfrentarlo y deshacerse de su yugo.
– Su hija GUTA (Luciene Adami), recién graduada en São Paulo, fue al Pantanal para "despejar la cabeza". Tiene ideas libertarias, confronta a su padre. Al principio, se enamora de Juve, sin saber que éste ama a Juma. Posteriormente, se involucra con Tadeo, quien se enamora de ella. 
– El peón ALCIDES (Ângelo Antônio). Joven trabajador, se enamora de Guta, quien, al principio, alimenta sus deseos, pero luego comienza a despreciarlo. 
Posteriormente, Alcides se involucra con su patrona María, comienzan una tórrida relación amorosa. En verdad, Alcides va a trabajar para Tenorio porque él también pretende vengar la muerte de su familia, que atribuye a su patrón Tenorio.
– La criada ZEFA (Giovanna Gold), contratada cuando María se niega a trabajar en casa para su marido. Chica chismosa, entrometida y franca. Se enamora de Tadeo.
- ZULEICA (Rosamaria Murtinho)

Mujer de Tenorio en la otra familia, que mantiene en secreto en São Paulo. Guta lo descubre pero, no le dice a su madre para no herir sus sentimientos. Después de que María se entera de la segunda familia de su esposo, comienza a desafiarlo.
– Los hijos: MARCELO (Tarcísio Filho). Joven honesto y noble, del que Guta se enamora en São Paulo sin saber que es su medio hermano. Guta se aleja cuando, por casualidad, descubre a la segunda familia de su padre y se va al Pantanal para olvidarlo. Sin embargo, Marcelo vuelve a su vida, traído al Pantanal por su padre.
– RENATO (Ernesto Piccolo), el más cercano a su padre. Joven astuto y ambicioso, más preocupado por aprovechar los bienes de su padre en el Pantanal.
– ROBERTO (Eduardo Cardoso), el más joven. Estudioso e introspectivo. Sospecha de su padre y comienza a investigarlo, descubriendo su pasado criminal.

## Producción
La novela fue escrita por Benedito Ruy Barbosa y dirigida por Jayme Monjardim, Carlos Magalhães, Marcelo de Barreto y Roberto Naar. La novela fue exhibida originalmente en Brasil por Rede Manchete entre 27 de marzo e 10 de diciembre de 1990. La introducción tuvo la aparición de la modelo Nani Venâncio. 
Antes de ser realizada y exhibida por Rede Manchete, esta teleserie permaneció archivada durante años en la Central Globo de Produções, pasando a preproducción a finales de 1984 para el horario de las 6 p. m. como reemplazo de la novela "Livre Para Voar", bajo el nombre de Amor Pantaneiro. Sin embargo, la región del Pantanal estaba en época de lluvias, lo que hacía inviable la producción, por lo que fue cancelada.
En 1990, Manchete contrata al escritor Benedito Ruy Barbosa quien finalmente realiza su sueño de producir la teleserie, logrando un éxito rotundo de sintonía y crítica y superando a la hasta entonces imbatible TV Globo. Además, Manchete también contrata a un nutrido grupo de actores de renombre, como Cláudio Marzo, Cássia Kis, Nathália Timberg, entre otros, y lo mezcla con revelaciones del drama televisivo brasileño, como Cristiana Oliveira y Marcos Winter.
Como es común en las telenovelas, el guion cambió a mitad de la trama. Ítala Nandi le había pedido al autor una licencia para actuar en una película, y éste decidió matar a su personaje, Madeleine, en un accidente aéreo. Almir Sater renunció a la teleserie para protagonizar "A História de Ana Raio e Zé Trovão". Antes de Cristiana Oliveira, las actrices Glória Pires, Adriana Esteves y Deborah Bloch fueron consideradas para el papel de Juma Marruá.
El rodaje de la telenovela comenzó el 15 de diciembre de 1989. Un 60% de las tomas se realizaron en Pantanal y un 40% en São Paulo y Río de Janeiro. La gran mayoría de las escenas de interiores se grabaron en el estudio situado en el barrio de Vista Alegre, en la Zona Norte de Río de Janeiro. Las escenas de interiores, la casa de José Leoncio y la de Tenorio se grabaron en el Complexo de Água Grande, en el barrio de Irajá, en Río de Janeiro.

### Selección del Elenco
Inicialmente, el autor Benedito Ruy Barbosa le ofreció el papel de Juma Marruá a Glória Pires en llamada telefónica. Finalmente, Cristiana Oliveira consiguió el papel, que se convirtió en el mayor éxito de su carrera.
El personaje "Roberto", hijo de Tenorio, sería grabado inicialmente por Livingstone Trobilio, considerado ahijado de la entonces "primera dama" de Rede Manchete, Ana Bentes Bloch. Sin embargo, por motivos de estudios, fue reemplazado por Eduardo Cardoso, quien interpretó con mérito el personaje. Ambos estudiaban en la misma escuela en la vida real.
Una de los integrantes del elenco no quería participar en la trama: Carolina Ferraz solo debutó en telenovelas luego de que amenazaran con despedirla. En ese momento, Carolina presentaba el "Programa de Domingo na Manchete". Luego, afirmó que no tenía otra alternativa que hacer Pantanal.
Pantanal es la primera telenovela de Andréa Richa (Muda), Ângelo Antônio (Alcides), Carolina Ferraz (Irma joven), Giovanna Gold (Zefa), Ingra Lyberato (Madeleine), Leandra Leal (Juma niña) y Luciene Adami (Guta).

### Los Animales
Un animal muy comentado es la piraña. En la trama, las pirañas servían para matar a algunos personajes. Se decía que las pirañas no dejaban rastro porque atacaban en cardúmenes, digerían toda la carne y los huesos se iban al fondo del río.
Otro animal de la trama es la anaconda, que aparece en contra escena al Viejo del Río. La serpiente, de hecho, estaba domesticada y se llamaba Rafaela.
Por ser más dócil, se usaba en la telenovela incluso para crear escenas donde se representaba a la peligrosa yararaca boca de sapo. Rafaela también hizo presencia en la miniserie "Mad Maria".
Mascota del "Instituto Vital Brasil", donde residió durante 30 años, Rafaela medía 6 metros de largo y pesaba 90 kilos. Murió el 2 de julio de 2009 por causas naturales.
Durante la trama, José Leoncio y Tenorio hablan sobre la cría de caimanes, lo que, en ese momento, era solo un estudio de viabilidad. La intención era criarlos, sacrificar una parte para vender carne y cuero y devolver el resto a la naturaleza para su repoblación, ante la amenaza de extinción. En la telenovela, el proyecto es solo una conversación, pero debido a este plan, el caimán de los pantanos está actualmente fuera de la lista de animales en peligro de extinción.
En abril de 1990, durante un paseo a orillas del Río Negro, Sérgio Reis terminó ayudando a Cristiana Oliveira a escapar del asedio de seis caimanes de hocico ancho, que invadieron la grabación de la telenovela.
En los cambios de escena, hay intervalos de tiempo que muestran bellas imágenes del bioma brasileño. Todas las especies de la fauna del Pantanal tuvieron sus segundos de fama, excepto el jaguar, porque de hecho, el único jaguar que aparece con claridad fue filmado en un zoológico. El animal también aparece en flashes cuando María y Juma Marruá se metamorfosean en jaguar y en la apertura de la telenovela, pero es claro que no vivía libre en la naturaleza, pues en esa época el animal era cazado por ser considerado por los ganaderos, la principal causa de pérdidas económicas, precisamente porque depredaba el ganado doméstico de la región.
Amenazada de extinción y alejada de la presencia humana, la especie vivía escondida en el bosque por la caza indiscriminada, lo que dificultó el trabajo del equipo de filmación de la telenovela. Afortunadamente, luego se prohibió la caza del animal y actualmente muchos turistas van al Pantanal porque es fácil encontrarlo. Aun así, sigue siendo una especie en peligro de extinción.
Durante la trama, podemos observar una conciencia ecológica en relación con la caza de animales. Juventino, el padre de José Leoncio, siempre estuvo en contra de esta práctica y, cuando reaparece como el Viejo del Río, comienza a proteger a los caimanes de los peleteros y a los jaguares de los hacendados. José Leoncio lo hereda de su padre.

## Elenco
- Cláudio Marzo: José Leoncio adulto. Juventino Leoncio, Viejo del Río / Viejo del Nidal
- Cristiana Oliveira: Juma Marruá
- Marcos Winter: Juventino Leoncio Novaes (Juve)
- Paulo Gorgulho: José Leoncio joven. José Lucas de Nada, José Lucas Leoncio
- Tânia Alves: Filó, Filomena Aparecida joven
- Jussara Freire: Filó, Filomena Aparecida adulta
- Marcos Palmeira: Tadeo Aparecido
- Nathália Timberg: Mariana Braga Novaes
- Carolina Ferraz: Irma Braga Novaes joven
- Elaine Cristina: Irma Braga Novaes adulta
- Ingra Liberato: Madeleine Braga Novaes joven
- Ítala Nandi: Madeleine Braga Novaes adulta
- José de Abreu: Gustavo
- Antônio Petrin: Tenorio Nogueira
- Ângela Leal: María "Bruja" Nogueira
- Luciene Adami: Guta, María Augusta Nogueira
- Rosamaria Murtinho: Zuleica
- Tarcísio Filho: Marcelo Nogueira
- Ernesto Piccolo: Renato Nogueira, "Reno", hijo de Tenorio y Zuleica
- Eduardo Cardoso: Roberto Nogueira, "Beto", hijo de Tenorio y Zuleica
- Marcos Caruso: Tiao
- Ewerton de Castro: Quim
- Andréa Richa: Muda, María Ruth
- Sérgio Reis: Tiberio
- Almir Sater: Jerel Trinidad
- Ângelo Antônio: Alcides
- Rômulo Arantes: Levy
- Giovanna Gold: Zefa
- João Alberto Carvalho: Zaqueo
- Iván de Almeida: Orlando chalanero
- Luiz Henrique Sant'Agostinho: Arí, piloto y operador de radio
- Flávia Monteiro: Nalva (Nalvinha)

### Participaciones Especiales

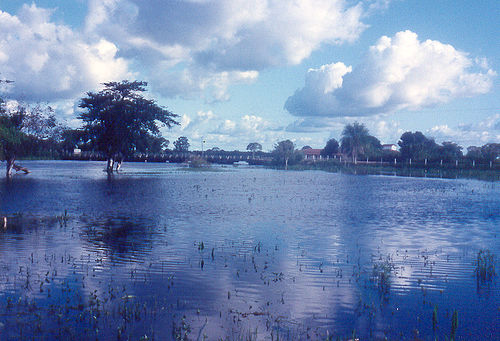
El Pantanal brasileño fue el escenario donde se desarrolló la historia de esta novela.

- Cássia Kis: María Marruá, madre de Juma
- Sérgio Britto: Antero Novaes
- José Dumont: Gil Marruá

### Elenco de Apoyo
- Alexandre Lippiani.  Raimundo, vecino de María y Gil, quien termina asesinado en Paraná, al igual que Chico, el hermano mayor de Juna.

- Alexandre Marques. Mesero del restaurante donde Madeleine y José Leoncio se conocen.

- Andrea Cavalcanti. Celina, del grupo de amigos de Madeleine presente en el restaurante donde ella conoce a José Leoncio.

- Antônio González. Bruno, matón quien en complicidad con María Ruth, asesina a María Marruá.

- Antônio Pitanga. Tulio, peón cuya comitiva acompaña José Lucas, y a través de quien conoce a José Leoncio.

- Buza Ferraz. Grego, camionero que ayuda a José Lucas.

- Carlos Gregório. Expedito, camionero que ayuda a José Lucas.

- Christian Lima. José Lucas niño.

- Enrique Diaz. Chico Marruá, hijo de María y Gil asesinado en Paraná en conflicto por la propiedad de la tierra.

- Fátima Freire. Prostituta que conversa con Juventino, padre de José Leoncio, amiga de Generosa.

- Fausto Ferrari. Teodoro, matón contratado por Tenorio para asesinar a María Bruja y a la familia Leoncio.

- Fernando Almeida. Muchacho en el burdel de Ana.

- Fernando Borsato. Antero Novaes Leoncio, hijo de Irma y Trinidad, criado por José Lucas. Último capítulo.

- Flora Geny. Ana, abuela de crianza de José Lucas, dueña del burdel donde trabajaba Generosa.

- Geisa Gama. Rosa, la Gorda, mujer del taxista Chico.

- Gisela Reimann. Érica Chaguri, periodista que va al Pantanal a hacer un reportaje y se involucra con José Lucas.

- Gláucia Rodrigues. Matilde, empleada de la oficina de José Leoncio en São Paulo.

- Giuseppe Oristânio. Paracaidista, amigo de Juve.

- Haroldo Costa. Padre Antonio quien trata de ayudar a los trabajadores rurales en Paraná.

- Ibañez Filho. Camionero que le da un aventón a José Lucas después de que le robaran su camión.

- Jairo Lourenço. Octavio, del grupo de amigos de Madeleine presente en el restaurante donde ella conoce a José Leoncio.

- Jece Valadão. Cazador que intenta atacar a Juma y Muda y después Juma le arranca una oreja, se lanza al río y termina devorado por las pirañas.

- Jitman Vibranovski. Delegado en Paraná ante quien el padre Antonio intercede por los trabajadores rurales.

- Jofre Soares. Sacerdote que casa a Filó y a José Leoncio en el último capítulo.

- José Rodrigues Pereira. Barra Mansa.

- João Diemer. Cazador.

- Júlio Levy. David, empleado de la oficina de José Leoncio en São Paulo.

- Kátia D'Angelo. Generosa, prostituta del burdel de Ana con quien José Leoncio tiene su primera experiencia sexual. Madre de José Lucas de Nada.

- Kito Junqueira. Matón contratado para asesinar a Gil quien luego de matarlo, es asesinado por María Marruá.

- Lana Francis. Teca, empleada en la casa de Mariana.

- Leandra Leal. María Marruá Leoncio, hija de Juve y Juma. Último capítulo.

- Leila Lopes. Lucía.

- Livingstone Trobilio. Hijo de la prostituta interpretada por Fatima Freire.

- Luca Rodrigues. Pretendiente de Madeleine.

- Luiz Armando Queiroz. Empresario que estafa a José Leoncio y por quien éste va a Río de Janeiro.

- Marcio Ehrlich. Firmino, piloto que muere con Madeleine en accidente aéreo.

- Mario Roberto. Abogado que conversa con José Leoncio en el avión, en el viaje a Río.

- Marcus Vinícius. Delegado Expedito que recibe la denuncia de los Novaes contra José Leoncio, luego de llevarse a Juve.

- Maurício do Valle. Administrador encargado de una de las haciendas de José Leoncio.

- Oswaldo Loureiro. Chico, taxista de Río de Janeiro que conduce a José Leoncio por la ciudad.

- Paulão. José Leoncio niño.

- Paulo Barbosa, Paulão. Guardia de carretera que detiene a José Lucas en el camino.

- Paulo Vinícius. José Leoncio adolescente.

- Regina Dourado. Olga.

- Renan Itaborahy Cabizuca. Juventino niño.

- Rose Abdallah. Miriam, chica que Juve conoce camino al rodeo de Barretos.

- Rubens Corrêa. Ibrahím Chaguri, padre de Érica, diputado federal.

- Sérgio Mamberti. Dr. Arnour, abogado que defiende a María Bruja.

- Shirley Canoletti. Juma niña.

- Sílvio Pozatto. Rubén, del grupo de amigos de Madeleine presente en el restaurante donde ella conoce a José Leoncio.

- Thiago Frota. Juventino bebé.

- Totia Meirelles. Vedette del show donde el taxista Chico lleva a José Leoncio, en Río.

- Wálter Santos. Matón contratado para asesinar a Gil quien acaba siendo tragado por una anaconda.

- Xandó Batista. Sacerdote que casa a Juma, Jove, Muda y Tiberio.

- Zaira Zambelli. Falsa prostituta que, en complicidad  con otro sujeto, engaña a José Lucas y le roban su camión.

- Zé Capeta. Zé Capeta se interpreta a sí mismo. Le regala un cuerno a Juve en el rodeo de Barretos.

## Banda sonora

### Volumen 1
- 01. No Mundo dos Sonhos (Pepperland) - Robertinho do Recife | Tema de Juve
- 02. Quem Saberia Perder - Ivan Lins | Tema de José Leoncio
- 03. Apaixonada - Simone | Tema de Irma
- 04. Divinamente Nua a Lua - Orlando Morais | Tema de Guta
- 05. Amor Selvagem - Marcus Viana | Tema de Juma e Juve
- 06. Estrela Natureza - Sá & Guarabira | Tema de María Marruá y de Juma
- 07. Pantanal - Sagrado Coração da Terra | Tema de apertura, tema del Viejo del Río y tema general
- 08. Memória da Pele - João Bosco | Tema de Madeleine
- 09. Castigo - Leo Gandelman | Tema de Gustavo
- 10. Um Violeiro Toca - Almir Sater | Tema de Trinidad
- 11. Triste Berrante - Solange Maria y Adauto Santos | Tema de Filó
- 12. Comitiva Esperança - Sérgio Reis y Almir Sater | Tema de locación: escenas de las comitivas de los peones

### Volumen 2
- 01. Tocando em Frente - Maria Bethânia | Tema de Tadeo y Zefa
- 02. Meu Coração - João Caetano | Tema de José Lucas Nada
- 03. Cantar - Sílvia Patrícia y Caetano Veloso
- 04. Reino das Águas - Marcus Viana
- 05. Chalana - Almir Sater | Tema de locación: Pantanal
- 06. Pantanal - Sagrado Coração da Terra | Tema de apertura, tema del Viejo del Río y tema general
- 07. Saudade - Renato Teixeira
- 08. A Glória das Manhãs - Sagrado Coração da Terra | Tema de locación: Nidal
- 09. Garça Branca - Cláudio Nucci | Tema de María Bruja
- 10. Paz - Sagrado Coração da Terra | Tema de Irma y José Leoncio
- 11. Peão Boiadeiro - Sérgio Reis | Tema de Tiberio
- 12. Espírito da Terra - Marcus Viana
- 13. Noite - Marcus Viana

### Suite Sinfónica
- 01. Pantanal (apertura)
- 02. Pulsações da Vida
- 03. Espírito da Terra
- 04. Onça Pintada
- 05. Noite
- 06. Reino das Águas
- 07. Paz
- 08. Respiração da Floresta
- 09. A Glória das Manhãs
- 10. Sinfonia

### Lo Mejor del Pantanal
- 01. Pantanal (apertura) - Marcus Viana
- 02. Estrela Natureza - Sá & Guarabira | Tema de María Marruá y de Juma
- 03. Espírito da Terra - Marcus Viana
- 04. Chalana - Almir Sater | Tema de locación: Pantanal
- 05. Peão Boiadeiro - Sérgio Reis | Tema de Tiberio
- 06. Memória da Pele - João Bosco | Tema de Madeleine
- 07. Tocando em Frente - Maria Bethânia | Tema de Tadeo y Zefa
- 08. Amor Selvagem - Marcus Viana | Tema de Juma y Jove
- 09. Comitiva Esperança - Sérgio Reis y Almir Sater | Tema de locación: escenas de las comitivas de los peones
- 10. Reino das Águas - Marcus Viana
- 11. Triste Berrante - Solange Maria e Adauto Santos | Tema de Filó
- 12. Um Violeiro Toca - Almir Sater | Tema de Trinidad
- 13. Noite - Marcus Viana
- 14. Pantanal - Sagrado Coração da Terra | Tema de apertura, tema del Viejo del Río y tema general

## Premios obtenidos
- Associação Paulista de Críticos de Arte
- Mejor novela
- Mejor actriz: Jussara Freire
- Mejor actor: Cláudio Marzo
- Revelación masculina: Ângelo Antônio
- Mejor director: Jayme Monjardim

- Troféu Imprensa
- Mejor novela
- Mejor actor: Cláudio Marzo
- Mejor actriz: Jussara Freire
- Mejor revelación del año: Cristiana Oliveira

## Audiencia
Pantanal fue la primera telenovela fuera de Globo, desde la quiebra de TV Tupi, que consiguió superar con frecuencia la barrera de los 40 puntos de audiencia, muy por encima de lo esperado. El éxito arrollador de la telenovela rural situó a la cadena de Adolpho Bloch de nuevo entre las grandes productoras de telenovelas latinoamericanas. Sin embargo, Rede Manchete nunca repetiría tal hazaña en sus nueve años de vida restantes.
Pantanal se estrenó con una media de 7 puntos. A partir de la cuarta semana, la telenovela empezó a superar en audiencia a TV Globo cada día. Su último capítulo registró 31 puntos en la Gran São Paulo, un poco más que Globo, que registró 21. La telenovela tuvo un promedio general de 22 puntos, venciendo a TV Globo casi de principio a fin. Sin embargo, en contra de lo que se dice, Pantanal nunca superó a La Reina de la Chatarra novela de las ocho de Rede Globo en ese momento, sino que superó en audiencia a los programas de Globo emitidos después del término de esta y durante algunas semanas a la teleserie Araponga (emitida a las 21:30) que fue estrenada por Globo  en un intento de contener la fuga de audiencia hacia Pantanal, con buenos resultados, pero sin lograr quitarle la audiencia ganada a Pantanal.
El clásico programa humorístico uruguayo  Decalegrón  realizaba una parodia de la telenovela bajo el título de "Pantanoso"
El clásico programa humorístico chileno Jappening con ja realiza una parodia de la telenovela bajo el título de "Pantanash"